# Dolmen de la Devèze-sud
Der Dolmen de la Devèze-sud liegt in der Nähe einer Klippe mit Blick auf das Tal des Célé, südwestlich von Marcilhac-sur-Célé im Département Lot in Frankreich. Dolmen ist in Frankreich der Oberbegriff für neolithische Megalithanlagen aller Art (siehe: Französische Nomenklatur).
Der Dolmen wurde 1963/64 von Jean Clottes und Jean-Pierre Lagasquie ausgegraben. Neue Ausgrabungen wurden zwischen 1992 und 1994 von Jean-Pierre Lagasquie durchgeführt, um die Architektur des Cairns zu untersuchen.
Der Cairn hat etwa 16,0 m Durchmesser und eine durchschnittliche Höhe von 1,4 Metern. Im Umkreis von 2,0 Metern um die Kammer besteht das Füllsel des Cairns aus flachen Platten, die von einer etwa rechteckigen Verkleidung mit einer durchschnittlichen Höhe von 0,75 Metern eingefasst sind, nur die Rückseite fehlt. Die hintere Verkleidung, von der auch keine Spur gefunden wurden, könnte nie existiert haben oder zerstört worden sein. In den Zwischenräumen des Steinhügels, sammelten sich Erde und Kies und bildeten einen Tumulus.
Die innere Struktur des Steinhügels besteht aus Blöcken verschiedener Größe, die in keiner erkennbaren Ordnung sind, mit Ausnahme der Blöcke, die zum Verkeilen der Basis der Orthostaten verwendet wurden. In der Verkleidung zeichnet sich im Gegensatz dazu zu beiden Seiten des Dolmens eine regelmäßige Stapelung ab. Diese Organisation fehlt jedoch an der Fassade und in der südwestlichen Ecke, ein Teil, der nach Jean-Pierre Lagasquies ein gestörter Sektor ist.
Die Platten der nordöstlichen Verkleidung stammen von einem Kalksteinvorkommen unterhalb der Klippe, während die anderen Elemente des Steinhügels vor Ort oder in unmittelbarer Nähe gewonnen wurden.
Die im Tumulus entdeckten Funde (Pfeilspitzen und Perlen) bestätigen die chronologische Zuschreibung Chalkolithikum bis frühe Bronzezeit von Jean Clottes.
Die methodische Ausgrabung ergab, dass der Bauplatz vorbereitet wurde. Der Boden wurde eingeebnet, um die natürliche Neigung zu reduzieren, wobei die Karren - französisch Lapiaz  - aufgefüllt wurden. Begleitet wurde dies von der Lagerung der großen Blöcke für die spätere Verwendung. Die Untersuchung der Struktur ermöglichte es, die Geschichte des Dolmens von Devèze in 11 Phasen zu gliedern.
Der Dolmen simple ist ein Archetyp eines Dolmens. Der Höhenunterschied zwischen den Orthostaten wurde ausgeglichen, indem die Basis der linken Seite in eine mit Ton gefüllte natürliche Vertiefung gestellt wurde, während die rechte auf das Gestein gelegt wurde. Der Deckstein fehlt, aber zwei große Blöcke in der Nähe der Kammer sind wahrscheinlich seine Fragmente. Im Gegensatz dazu ist die Verschlussplatte noch in situ, was unüblich ist. Die relativ dünnen Platten der nach Südosten ausgerichteten Kammer sind bis zu 2,25 m lang und 1,35 m breit. Der darunterliegende Lapiaz wird als Pflaster verwendet.
Der Dolmen de la Devèze-sud wurde als Monument historique klassifiziert.
In der Nähe liegen die Dolmen von Combe de Sole.